# Cuerpo de Bomberos de La Serena
El Cuerpo de Bomberos de La Serena (CBLS) corresponde al Cuerpo de Bomberos de Chile que opera en la ciudad de La Serena, Región de Coquimbo. Fue fundado el 25 de octubre de 1874.
Actualmente lo integran 7 compañías.

## Historia
El 25 de octubre de 1874, sobre la base de un gran incendio ocurrido en La Serena, y tomando como modelo la formación del primer Cuerpo de Bomberos de Chile, se conformó el Cuerpo de Bomberos de La Serena, originalmente compuesto por 4 compañías, las que se dividían la ciudad en 4 zonas. A cada compañía se le designó inicialmente un Director para poder cumplir con la tarea de conformar operativamente cada una y poder atender incendios de manera adecuada.

## Compañías
- 1º Compañía de Bomberos de La Serena Bomba "Iribarren y Machuca".
- 2º Compañía de Bomberos de La Serena Bomba "La Serena".
- 3º Compañía de Bomberos de La Serena  "Libertador Bernardo O'Higgins".
- 4º Compañía de Bomberos de La Serena Salvadores y Guardias de Propiedad "Ignacio Alfonso".
- 5º Compañía de Bomberos de La Serena, Agua, Escalas y Rescate. Bomba "Mair Cazés Sady".
- 6º Compañía de Bomberos de La Serena Bomba "Juan Soldado".
- 7º Compañía de Bomberos de La Serena Bomba "Mártir Eduardo Varela Ramos"

## Oficialidad General 2024 - 2025
- Super-Intendente: Angelo Pizarro saavedra
- Vice-Intendente: Julio Pinto Arancibia
- Intendente: José Mclean Zúñiga
- Secretario General: Jorge Vásquez Barraza
- Tesorero General: Joselyn Muñoz
- Comandante: Carlos Araya Galvez
- Segundo Comandante: Felipe Jeraldo Aguilera

- Tercer Comandante: Yercko Cerda Dubo